# 希臘正教推雅推喇暨大不列顛總教區

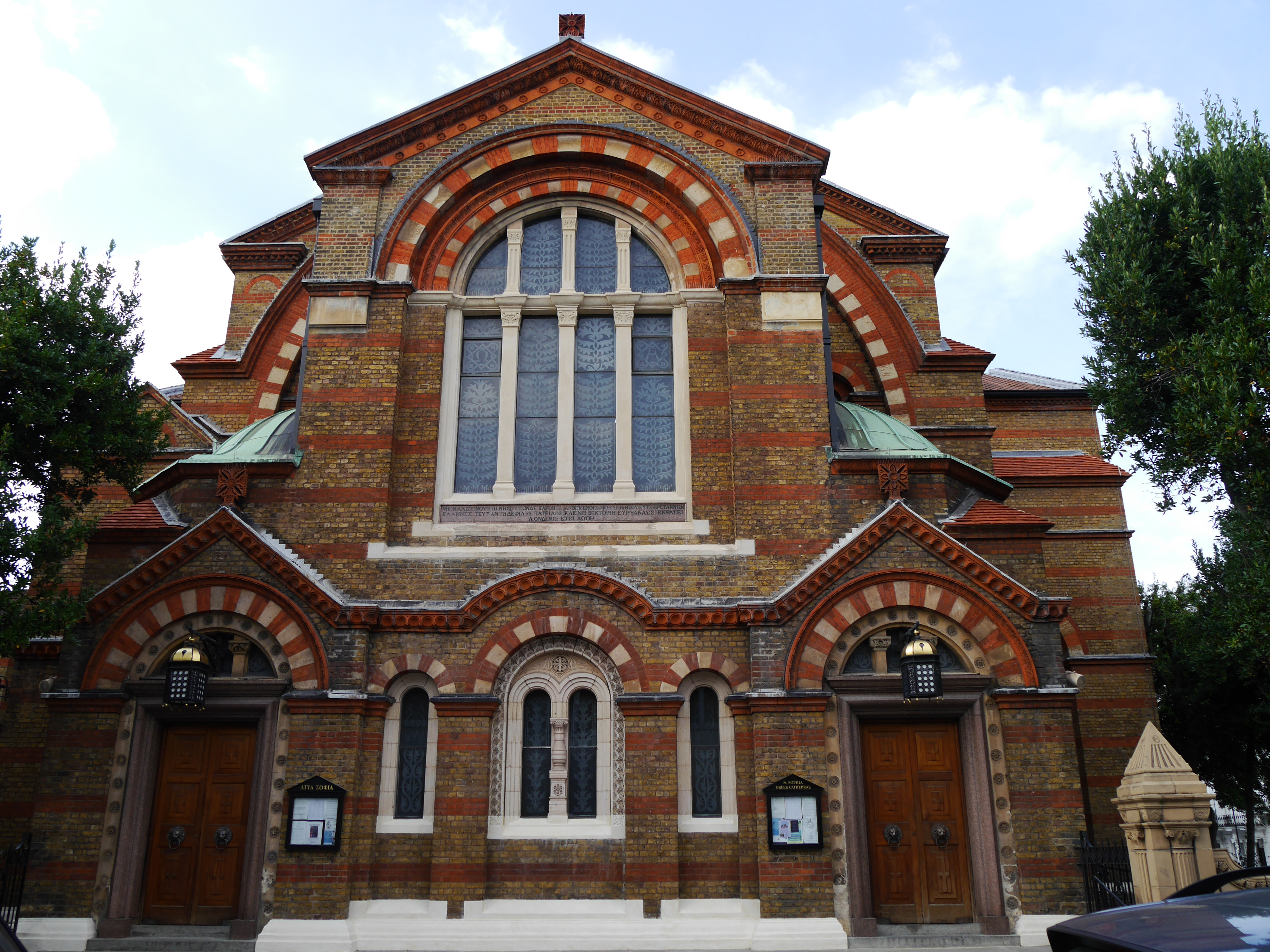
倫敦聖索菲亞主教座堂

希臘正教推雅推喇暨大不列顛總教區（希臘語：Ελληνική Ορθόδοξη Αρχιεπισκοπή Θυατείρων και Μεγάλης Βρετανίας）是希臘正教會在英國、愛爾蘭、曼島和海峽群島的教會管區。總主教銜頭中的推雅推喇為啟示錄中提到的亞西亞的七個教會之一，現稱阿克希薩爾，屬土耳其管轄。
總教區成立於1922年，受君士坦丁堡普世牧首区管轄。座堂是倫敦聖索菲亞座堂。現任總主教為聶基道。

## 外部連結
官方網頁 （页面存档备份，存于）